# Quảng Tiến, Trảng Bom
Quảng Tiến là một xã thuộc huyện Trảng Bom, tỉnh Đồng Nai, Việt Nam.

## Địa lý
Xã Quảng Tiến nằm ở trung tâm huyện Trảng Bom, có vị trí địa lý:
- Phía đông giáp xã Đồi 61
- Phía tây giáp xã Bình Minh
- Phía nam giáp xã Giang Điền và xã Đồi 61
- Phía bắc giáp thị trấn Trảng Bom.

Xã có diện tích 6,92 km², dân số năm 1999 là 9.672 người, mật độ dân số đạt 1.398 người/km².

## Lịch sử
Dưới thời nhà Nguyễn, Quảng Tiến ngày nay thuộc xã Đông Thành, tổng Phước Thành, huyện Phước Bình, tỉnh Biên Hòa.
Đến thời Pháp thuộc, vùng đất này sáp nhập vào xã Bình Trước, tổng Phước Vĩnh Thượng, quận Châu Thành.
Thời chính quyền Việt Nam Cộng hòa. đất Quảng Tiến thuộc xã Hố Nai của Quận Đức Tu.
Về phía chính quyền cách mạng, vùng đất này thuộc huyện 21, rồi sau đó đổi tên thành huyện Thống Nhất.
Từ năm 1976, huyện Thống Nhất (cũ) chia xã Hố Nai thành 4 đơn vị hành chính mới là Hố Nai 1, Hố Nai 2, Hố Nai 3, Hố Nai 4. Quảng Tiến là một phần xã Hố Nai 4.
Ngày 29 tháng 8 năm 1994, xã Hố Nai 4 thành 3 xã: Bắc Sơn, Bình Minh, Quảng Tiến. Trong đó, Quảng Tiến là xã có diện tích nhỏ nhất chỉ 6,92 km² .
Ngày 27 tháng 5 năm 2019, Bộ Xây dựng ban hành Quyết định số 447/QĐ-BXD công nhận thị trấn Trảng Bom mở rộng (gồm thị trấn Trảng Bom và một phần các xã: Đồi 61, Sông Trầu, Quảng Tiến) là đô thị loại IV.

## Hành chính
Xã Quảng Tiến được chia thành 4 ấp: Quảng Biên, Quảng Hòa, Quảng Lộc & Quảng Phát.